# 安藤馨
安藤 馨（あんどう かおる、1982年 - ）は、日本の法学者。一橋大学大学院法学研究科教授。

## 人物
専門は法哲学で、主要な研究テーマはメタ倫理学、法概念論、正義論、分析哲学、功利主義。

## 略歴
1982年、千葉県に生まれる。2000年麻布高等学校卒業、同年4月、東京大学文科一類入学。2002年4月、東京大学法学部第1類（私法コース）進学、2004年3月、同卒業、同年4月、東京大学大学院法学政治学研究科総合法政専攻修士課程入学（法哲学・指導教員 井上達夫）。2005年、修士論文「功利主義リベラリズムとその擁護のための予備的考察」東京大学大学院法学政治学研究科提出、2006年3月、同修了、修士（法学）。
同年4月、東京大学大学院法学政治学研究科助手（法哲学・指導教員 井上達夫）、2007年4月、同助教（学校教育法改正による）。2008年11月、著書『統治と功利』で日本法哲学会奨励賞（2007年期著書部門）受賞。2009年4月、東京大学大学院法学政治学研究科拠点形成特任研究員、助教論文「法命令説の再定位：法概念論の試み」東京大学大学院法学政治学研究科提出。2010年10月、神戸大学大学院法学研究科准教授。2020年4月、同教授。2021年4月、一橋大学大学院法学研究科教授。

## 著作
単著
- 『統治と功利 功利主義リベラリズムの擁護』勁草書房 2007 ISBN 978-4-326-10169-6

共著
- 『法哲学と法哲学の対話』大屋雄裕共著 有斐閣 2017

共著 - 単行本形式で出版された雑誌の論文を含む。
- （浦山聖子）「【コラム】：公共性を巡る対話」井上達夫 編『公共性の法哲学』ナカニシヤ出版 2006 ISBN 978-4-779-50114-2 所収
- 「アーキテクチュアと自由」東浩紀・北田暁大 編『思想地図〈vol.3〉特集・アーキテクチャ（NHKブックス別巻）』（日本放送出版協会 2009 pp.136-159
- 「あなたは『生の計算』ができるか——市民的徳と統治」『別冊「本」RATIO 06号』講談社 2009 pp.26-49
- 「功利主義と自由——統治と監視の幸福な関係」北田暁大 編『自由への問い４ コミュニケーション：自由な情報空間とは何か』岩波書店 2010 pp.72-98
- 「功利主義と人権」井上達夫 編『講座 人権論の再定位 第5巻』法律文化社 2010 pp.109-134
- 「幸福・福利・効用」中野剛志 編『経済政策のオルタナティヴ・ヴィジョン』ナカニシヤ出版 2010 pp.130-155
- 「功利主義者の立法理論」井上達夫 編『立法学のフロンティア1：立法学の哲学的再編』ナカニシヤ出版 2014 pp.76-102

## 論文
- 「功利主義リベラリズムに向けて——功利主義のある一構想」『國家學會雑誌』國家學會事務局 第119巻（2006年12月）pp.829-894
- 「統治と功利——人格亡きあとのリベラリズム（特集：功利主義）」『創文』創文社（2007年1-2月）pp.32-35
- 「HAYEKを読み直す(2)：『法と立法と自由』ハイエクに覆いかぶさる設計主義の影」『春秋』春秋社（2008年4月）pp.5-8
- 「論争する法哲学（書評）：評者への応答」『リスク社会と法：法哲学年報2009』日本法哲学会（2010年）pp.137-143
- 「制度とその規範的正当化——帰結主義と社会規範の関係を巡って」『新世代法政策学研究』北海道大学情報法政策研究センター 第8号（2010年）pp.283-307
- 「功利主義からサンデルまでの長い話」『法学セミナー』日本評論社第677号（2011年5月）pp.10-13
- 「書評：児玉聡 著『功利と直観—英米倫理思想史入門』（勁草書房、2010年）」『社会と倫理』南山大学社会倫理研究所 第26号（2012年）pp.117-126
- 「統治理論としての功利主義」『功利主義ルネッサンス――統治の哲学として――(法哲学年報2011)』有斐閣（2012年）pp.47-63
- 「現代自由意志論の諸相：論理的決定論について（１）」『神戸法學雑誌』神戸大学 第62巻3・4号（2013年）pp.147-185
- 「論究の芽：メタ倫理学と法概念論」『論究ジュリスト』有斐閣2013年夏号（2013年）pp.86-93
- 「規範的談話の意味論：意味論的相対主義と不同意問題」『神戸法學雑誌』神戸大学 第63巻2号（2013年）pp.133-159
- 「現代法概念論の諸相：法の規範性とEuthyphro問題」『神戸法學雑誌』神戸大学 第63巻3号（2013年）pp.131-149
- 「道徳的特殊主義についての短い覚書」『神戸法學雑誌』神戸大学 第63巻4号（2014年）pp.85-115